# Croton gnaphaloides
Espèce
Croton gnaphaloides est une espèce de plantes à fleurs du genre Croton et de la famille des Euphorbiaceae, présente au Brésil (Paraíba).
Il a pour synonyme :
- Oxydectes gnaphaloides, (Schrad.) Kuntze